# بيلفيدير (نيوجيرسي)
بيلفيدير (بالإنجليزية: Belvidere town, New Jersey)‏ هي بلدة تقع بولاية نيوجيرسي في الولايات المتحدة. تبلغ مساحتها 3.84 كم2، وترتفع عن سطح البحر 81.0768 م، بلغ عدد سكانها 2,681 نسمة في عام 2010 حسب إحصاء مكتب تعداد الولايات المتحدة وتصل الكثافة السكانية فيها 698.2 نسمة لكل كيلومتر مربع (1,808.3/ميل2).

## التركيبة السكانية
حدّد مكتب تعداد الولايات المتحدة بيانات التركيبة السكانية لبيلفيدير في تعداد الولايات المتحدة. في ما يلي، التركيبة السكانية حسب تعدادي 2000 و2010.

### تعداد عام 2000
بلغ عدد سكان بيلفيدير 2,771 نسمة بحسب تعداد عام 2000، وبلغ عدد الأسر 1,088 أسرة وعدد العائلات 717 عائلة مقيمة في البلدة. في حين سجلت الكثافة السكانية 721.6 نسمة لكل كيلومتر مربع (1,868.9/ميل2). وبلغ عدد الوحدات السكنية 1,165 وحدة بمتوسط كثافة قدره 303.4 لكل كيلومتر مربع (785.8/ميل2).
وتوزع التركيب العرقي للبلدة بنسبة 98.02% من البيض و0.51% من الأمريكيين الأفارقة و0.04% من الأمريكيين الأصليين و0.51% من الأمريكيين ذوي الأصول الآسيوية و0.25% من الأعراق الأخرى و0.69% من عرقين مختلطين أو أكثر و2.31% من الهسبانيون أو اللاتينيون من أي عرق.
بلغ عدد الأسر 1,088 أسرة كانت نسبة 38.2% منها لديها أطفال تحت سن الثامنة عشر تعيش معهم، وبلغت نسبة الأزواج القاطنين مع بعضهم البعض 52% من أصل المجموع الكلي للأسر، ونسبة 9.7% من الأسر كان لديها معيلات من الإناث دون وجود شريك، بينما كانت نسبة 4.1% من الأسر لديها معيلون من الذكور دون وجود شريكة وكانت نسبة 34.1% من غير العائلات. تألفت نسبة 28.5% من أصل جميع الأسر من عدة أفراد يعيشون في نفس المنزل ونسبة 11.1% كانت تتألف من شخص يعيش بمفرده يبلغ من العمر 65 عاماً أو أكثر. وبلغ متوسط حجم الأسرة المعيشية 2.54، أما متوسط حجم العائلات فبلغ 3.17.
بلغ العمر الوسطي للسكان 36.4 عاماً. وكانت نسبة 28.1% من القاطنين تحت سن الثامنة عشر، وكانت نسبة 6.1% بين الثامنة عشر والرابعة والعشرين عاماً، ونسبة 32% كانت واقعةً في الفئة العمرية ما بين الخامسة والعشرين والرابعة والأربعين عاماً، ونسبة 20.6% كانت ما بين الخامسة والأربعين والرابعة والستين، ونسبة 12.8% كانت ضمن فئة الخامسة والستين عاماً فما فوق. يوجد لكل 100 أنثى 92.5 ذكر، ويوجد لكل 100 أنثى في الثامنة عشر من عمرها فما فوق 89.2 ذكر.
بلغ متوسط دخل الأسرة في البلدة 52,792 دولارًا، أما متوسط دخل العائلة فبلغ 62,212 دولارًا. وكان متوسط دخل الذكور 41,800 دولارًا مقابل 31,444 دولارًا للإناث. وسجل دخل الفرد الخاص بالبلدة 23,231 دولارًا. وكانت نسبة 1.3% من العائلات ونسبة 3.4% من السكان تحت خط الفقر، وكان من هؤلاء نسبة 0.4% تحت سن الثامنة عشر ونسبة 10.4% في الخامسة والستين من العمر وما فوق.

### تعداد عام 2010
بلغ عدد سكان بيلفيدير 2,681 نسمة بحسب تعداد عام 2010، وبلغ عدد الأسر 1,054 أسرة وعدد العائلات 682 عائلة مقيمة في البلدة. في حين سجلت الكثافة السكانية 698.2 نسمة لكل كيلومتر مربع (1,808.3/ميل2). وبلغ عدد الوحدات السكنية 1,140 وحدة بمتوسط كثافة قدره 296.9 لكل كيلومتر مربع (769.0/ميل2).
وتوزع التركيب العرقي للبلدة بنسبة 96.01% من البيض و1.57% من الأمريكيين الأفارقة و0.11% من الأمريكيين الأصليين و0.78% من الأمريكيين ذوي الأصول الآسيوية و0.22% من الأعراق الأخرى و1.31% من عرقين مختلطين أو أكثر و3.62% من الهسبانيون أو اللاتينيون من أي عرق.
بلغ عدد الأسر 1,054 أسرة كانت نسبة 32.3% منها لديها أطفال تحت سن الثامنة عشر تعيش معهم، وبلغت نسبة الأزواج القاطنين مع بعضهم البعض 48.8% من أصل المجموع الكلي للأسر، ونسبة 12.3% من الأسر كان لديها معيلات من الإناث دون وجود شريك، بينما كانت نسبة 3.6% من الأسر لديها معيلون من الذكور دون وجود شريكة وكانت نسبة 35.3% من غير العائلات. تألفت نسبة 28.7% من أصل جميع الأسر من عدة أفراد يعيشون في نفس المنزل ونسبة 10.6% كانت تتألف من شخص يعيش بمفرده يبلغ من العمر 65 عاماً أو أكثر. وبلغ متوسط حجم الأسرة المعيشية 2.52، أما متوسط حجم العائلات فبلغ 3.17.
بلغ العمر الوسطي للسكان 41.0 عاماً. وكانت نسبة 25.3% من القاطنين تحت سن الثامنة عشر، وكانت نسبة 8.2% بين الثامنة عشر والرابعة والعشرين عاماً، ونسبة 23.4% كانت واقعةً في الفئة العمرية ما بين الخامسة والعشرين والرابعة والأربعين عاماً، ونسبة 30.6% كانت ما بين الخامسة والأربعين والرابعة والستين، ونسبة 12.4% كانت ضمن فئة الخامسة والستين عاماً فما فوق. وتوزع التركيب الجنسي للسكان بنسبة 48.2% ذكور و51.8% إناث.

## وصلات خارجية
- الموقع الرسمي